# Wolica (powiat opolski)
Wolica – wieś w Polsce położona w województwie lubelskim, w powiecie opolskim, w gminie Karczmiska.
W latach 1975–1998 miejscowość należała administracyjnie do województwa lubelskiego.
Wieś stanowi sołectwo w gminie Karczmiska.